# 23880 Tongil
23880 Tongil è un asteroide della fascia principale. Scoperto nel 1998, presenta un'orbita caratterizzata da un semiasse maggiore pari a 2,6708108 UA e da un'eccentricità di 0,1702011, inclinata di 12,76542° rispetto all'eclittica.
L'asteroide è dedicato al concetto di riunificazione, in coreano 통일 traslitterato per l'appunto in tongil, auspicata dallo scopritore per la propria terra natia.